# Campyloneurus marginiventris
Campyloneurus marginiventris är en stekelart som beskrevs av Günther Enderlein 1920. Campyloneurus marginiventris ingår i släktet Campyloneurus och familjen bracksteklar. Inga underarter finns listade.